# Nort-Leulinghem
Nort-Leulinghem és un municipi francès situat al departament del Pas de Calais i a la regió dels Alts de França. L'any 2007 tenia 200 habitants.

## Demografia

### Població
El 2007 la població de fet de Nort-Leulinghem era de 200 persones. Hi havia 68 famílies de les quals 12 eren unipersonals (12 dones vivint soles i 12 dones vivint soles), 24 parelles sense fills i 32 parelles amb fills.
La població ha evolucionat segons el següent gràfic:
Habitants censats

### Habitatges
El 2007 hi havia 75 habitatges, 69 eren l'habitatge principal de la família, 5 eren segones residències i 1 estava desocupat. Tots els 75 habitatges eren cases. Dels 69 habitatges principals, 57 estaven ocupats pels seus propietaris, 11 estaven llogats i ocupats pels llogaters i 1 estava cedit a títol gratuït; 11 tenien tres cambres, 16 en tenien quatre i 42 en tenien cinc o més. 62 habitatges disposaven pel capbaix d'una plaça de pàrquing. A 29 habitatges hi havia un automòbil i a 37 n'hi havia dos o més.

### Piràmide de població
La piràmide de població per edats i sexe el 2009 era:
| Homes | Edats   | Dones |
| ----- | ------- | ----- |
| 0     | 95 o +  | 0     |
| 0     | 90 a 94 | 8     |
| 0     | 85 a 89 | 0     |
| 0     | 80 a 84 | 0     |
| 0     | 75 a 79 | 4     |
| 4     | 70 a 74 | 0     |
| 0     | 65 a 69 | 4     |
| 8     | 60 a 64 | 4     |
| 0     | 55 a 59 | 0     |
| 8     | 50 a 54 | 8     |
| 12    | 45 a 49 | 8     |
| 4     | 40 a 44 | 8     |
| 4     | 35 a 39 | 4     |
| 0     | 30 a 34 | 16    |
| 4     | 25 a 29 | 4     |
| 8     | 20 a 24 | 8     |
| 12    | 15 a 19 | 4     |
| 8     | 10 a 14 | 0     |
| 0     | 5 a 9   | 0     |
| 8     | 0 a 4   | 0     |

## Economia
El 2007 la població en edat de treballar era de 131 persones, 85 eren actives i 46 eren inactives. De les 85 persones actives 79 estaven ocupades (51 homes i 28 dones) i 6 estaven aturades (2 homes i 4 dones). De les 46 persones inactives 14 estaven jubilades, 10 estaven estudiant i 22 estaven classificades com a «altres inactius».

### Ingressos
El 2009 a Nort-Leulinghem hi havia 71 unitats fiscals que integraven 212,5 persones, la mediana anual d'ingressos fiscals per persona era de 14.918 €.

### Activitats econòmiques
Els 2 establiments que hi havia el 2007 eren d'empreses de serveis.
L'any 2000 a Nort-Leulinghem hi havia 8 explotacions agrícoles.

## Poblacions més properes
El següent diagrama mostra les poblacions més properes.